# سیارک ۱۶۲۴
سیارک ۱۶۲۴ (به انگلیسی: 1624 Rabe، نامگذاری:1931TT1) هزار و ششصد و بیست و چهارمین سیارک کشف شده‌است که در ۹ اکتبر ۱۹۳۱ و در هایدلبرگ کشف شد.
قدر مطلق سیارک برابر ۱۱٫۲۰ است.